# Ядринське міське поселення
Я́дринське міське поселення (рос. Ядринское городское поселение) — муніципальне утворення у складі Ядринського району Чувашії, Росія. Адміністративний центр та єдиний населений пункт — місто Ядрин.